# Campionati europei di pattinaggio di velocità 2023 - Sprint maschile
Il concorso Sprint maschile dei Campionati europei di pattinaggio di velocità 2023 si è svolto il 6 e 7 gennaio 2023 alla Vikingskipet di Hamar, in Norvegia.

## Risultati

### 500 metri - 1ª gara[1]
| Pos. | Pattinatore                 | Nazione       | Tempo | Ritardo | Punti  |
| ---- | --------------------------- | ------------- | ----- | ------- | ------ |
| 1    | David Bosa                  | Italia        | 35"02 |         | 35.020 |
| 2    | Merijn Scheperkamp          | Paesi Bassi   | 35"04 | +0"02   | 35.040 |
| 3    | Marten Liiv                 | Estonia       | 35"06 | +0"04   | 35.060 |
| 4    | Kai Verbij                  | Paesi Bassi   | 35"11 | +0"09   | 35.110 |
| 5    | Hein Otterspeer             | Paesi Bassi   | 35"12 | +0"10   | 35.120 |
| 6    | Piotr Michalski             | Polonia       | 35"20 | +0"18   | 35.200 |
| 7    | Nil Llop Izquierdo          | Spagna        | 35"41 | +0"39   | 35.410 |
| 8    | Damian Zurek                | Polonia       | 35"42 | +0"40   | 35.420 |
| 9    | Håvard Holmefjord Lorentzen | Norvegia      | 35"45 | +0"43   | 35.450 |
| 10   | Henrik Fagerli Rukke        | Norvegia      | 35"48 | +0"46   | 35.480 |
| 11   | Moritz Klein                | Germania      | 35"62 | +0"60   | 35.620 |
| 12   | Hendrik Dombek              | Germania      | 35"77 | +0"75   | 35.770 |
| 13   | Odin By Farstad             | Norvegia      | 35"87 | +0"85   | 35.870 |
| 14   | Cornelius Kersten           | Gran Bretagna | 36"23 | +1"21   | 36.230 |
| 15   | Jakub Piotrowski            | Polonia       | 36"28 | +1"26   | 36.280 |
| 16   | Stefan Emele                | Germania      | 36"30 | +1"28   | 36.300 |
| 17   | Alessio Trentini            | Italia        | 36"32 | +1"30   | 36.320 |
| 18   | Samuli Suomalainen          | Finlandia     | 36"77 | +1"75   | 36.770 |
| 19   | Ignaz Gschwentner           | Austria       | 37"08 | +2"06   | 37.080 |
| -    | Mathias Vosté               | Belgio        | dq    |         | -      |

### 1000 metri - 1ª gara[2]
| Pos. | Pattinatore                 | Nazione       | Tempo   | Ritardo | Punti  |
| ---- | --------------------------- | ------------- | ------- | ------- | ------ |
| 1    | Hein Otterspeer             | Paesi Bassi   | 1'08"32 |         | 34.160 |
| 2    | Merijn Scheperkamp          | Paesi Bassi   | 1'08"76 | +0"44   | 34.380 |
| 3    | Marten Liiv                 | Estonia       | 1'09"00 | +0"68   | 34.500 |
| 4    | Kai Verbij                  | Paesi Bassi   | 1'09"05 | +0"73   | 34.520 |
| 5    | Håvard Holmefjord Lorentzen | Norvegia      | 1'09"38 | +1"06   | 34.690 |
| 6    | Mathias Vosté               | Belgio        | 1'09"65 | +1"33   |        |
| 7    | Nil Llop Izquierdo          | Spagna        | 1'09"73 | +1"41   | 34.860 |
| 8    | David Bosa                  | Italia        | 1'09"74 | +1"42   | 34.870 |
| 9    | Hendrik Dombek              | Germania      | 1'09"93 | +1"61   | 34.960 |
| 10   | Stefan Emele                | Germania      | 1'10"02 | +1"70   | 35.010 |
| 11   | Cornelius Kersten           | Gran Bretagna | 1'10"07 | +1"75   | 35.030 |
| 12   | Piotr Michalski             | Polonia       | 1'10"17 | +1"85   | 35.080 |
| 13   | Odin By Farstad             | Norvegia      | 1'10"23 | +1"91   | 35.110 |
| 14   | Damian Zurek                | Polonia       | 1'10"27 | +1"95   | 35.130 |
| 15   | Moritz Klein                | Germania      | 1'10"35 | +2"03   | 35.170 |
| 16   | Alessio Trentini            | Italia        | 1'10"39 | +2"07   | 35.190 |
| 17   | Henrik Fagerli Rukke        | Norvegia      | 1'10"43 | +2"11   | 35.210 |
| 18   | Samuli Suomalainen          | Finlandia     | 1'11"52 | +3"20   | 35.760 |
| 19   | Jakub Piotrowski            | Polonia       | 1'11"74 | +3"42   | 35.870 |
| 20   | Ignaz Gschwentner           | Austria       | 1'14"09 | +5"77   | 37.040 |

### 500 metri - 2ª gara[3]
| Pos. | Pattinatore                 | Nazione       | Tempo | Ritardo | Punti  |
| ---- | --------------------------- | ------------- | ----- | ------- | ------ |
| 1    | Merijn Scheperkamp          | Paesi Bassi   | 35"13 |         | 35.130 |
| 2    | Marten Liiv                 | Estonia       | 35"23 | +0"10   | 35.230 |
| 3    | Kai Verbij                  | Paesi Bassi   | 35"28 | +0"15   | 35.280 |
| 4    | David Bosa                  | Italia        | 35"30 | +0"17   | 35.300 |
| 5    | Piotr Michalski             | Polonia       | 35"31 | +0"18   | 35.310 |
| 6    | Nil Llop Izquierdo          | Spagna        | 35"45 | +0"32   | 35.450 |
| 7    | Håvard Holmefjord Lorentzen | Norvegia      | 35"46 | +0"33   | 35.460 |
| 8    | Henrik Fagerli Rukke        | Norvegia      | 35"51 | +0"38   | 35.510 |
| 9    | Damian Zurek                | Polonia       | 35"53 | +0"40   | 35.530 |
| 10   | Hendrik Dombek              | Germania      | 35"58 | +0"45   | 35.580 |
| 11   | Hein Otterspeer             | Paesi Bassi   | 35"68 | +0"55   | 35.680 |
| 12   | Moritz Klein                | Germania      | 35"73 | +0"60   | 35.730 |
| 13   | Mathias Vosté               | Belgio        | 35"92 | +0"79   |        |
| 14   | Odin By Farstad             | Norvegia      | 35"94 | +0"81   | 35.940 |
| 15   | Cornelius Kersten           | Gran Bretagna | 36"06 | +0"93   | 36.060 |
| 16   | Stefan Emele                | Germania      | 36"21 | +1"08   | 36.210 |
| 17   | Alessio Trentini            | Italia        | 36"39 | +1"26   | 36.390 |
| 18   | Jakub Piotrowski            | Polonia       | 36"42 | +1"29   | 36.420 |
| 19   | Samuli Suomalainen          | Finlandia     | 36"78 | +1"65   | 36.780 |
| 20   | Ignaz Gschwentner           | Austria       | 36"99 | +1"86   | 36.990 |

### 1000 metri - 2ª gara[4]
| Pos. | Pattinatore                 | Nazione       | Tempo   | Ritardo | Punti  |
| ---- | --------------------------- | ------------- | ------- | ------- | ------ |
| 1    | Hein Otterspeer             | Paesi Bassi   | 1'08"66 |         | 34.330 |
| 2    | Merijn Scheperkamp          | Paesi Bassi   | 1'09"00 | +0"34   | 34.500 |
| 3    | Marten Liiv                 | Estonia       | 1'09"24 | +0"58   | 34.620 |
| 4    | Kai Verbij                  | Paesi Bassi   | 1'09"34 | +0"68   | 34.670 |
| 5    | Moritz Klein                | Germania      | 1'09"52 | +0"86   | 34.760 |
| 6    | Nil Llop Izquierdo          | Spagna        | 1'09"79 | +1"13   | 34.890 |
| 7    | David Bosa                  | Italia        | 1'09"81 | +1"15   | 34.900 |
| 8    | Damian Zurek                | Polonia       | 1'09"84 | +1"18   | 34.920 |
| 9    | Odin By Farstad             | Norvegia      | 1'09"95 | +1"29   | 34.970 |
| 10   | Henrik Fagerli Rukke        | Norvegia      | 1'09"99 | +1"33   | 34.990 |
| 11   | Håvard Holmefjord Lorentzen | Norvegia      | 1'09"99 | +1"33   | 34.990 |
| 12   | Piotr Michalski             | Polonia       | 1'10"05 | +1"39   | 35.020 |
| 13   | Hendrik Dombek              | Germania      | 1'10"16 | +1"50   | 35.080 |
| 14   | Stefan Emele                | Germania      | 1'10"21 | +1"55   | 35.100 |
| 15   | Alessio Trentini            | Italia        | 1'10"24 | +1"58   | 35.120 |
| 16   | Cornelius Kersten           | Gran Bretagna | 1'10"60 | +1"94   | 35.300 |
| 17   | Samuli Suomalainen          | Finlandia     | 1'11"45 | +2"79   | 35.720 |
| 18   | Jakub Piotrowski            | Polonia       | 1'11"92 | +3"26   | 35.960 |
| 19   | Ignaz Gschwentner           | Austria       | 1'13"56 | +4"90   | 36.780 |

### Classifica finale
| Pos.    | Pattinatore                 | Nazione       | 500 m      | 1000 m       | 500 m      | 1000 m       | Punti   | Ritardo |
| ------- | --------------------------- | ------------- | ---------- | ------------ | ---------- | ------------ | ------- | ------- |
| Oro     | Merijn Scheperkamp          | Paesi Bassi   | 35"04 (2)  | 1'08"76 (2)  | 35"13 (1)  | 1'09"00 (2)  | 139.050 |         |
| Argento | Hein Otterspeer             | Paesi Bassi   | 35"12 (5)  | 1'08"32 (1)  | 35"68 (11) | 1'08"66 (1)  | 139.290 | +0"48   |
| Bronzo  | Marten Liiv                 | Estonia       | 35"06 (3)  | 1'09"00 (3)  | 35"23 (2)  | 1'09"24 (3)  | 139.410 | +0"72   |
| 4       | Kai Verbij                  | Paesi Bassi   | 35"11 (4)  | 1'09"05 (4)  | 35"28 (3)  | 1'09"34 (4)  | 139.585 | +1"07   |
| 5       | David Bosa                  | Italia        | 35"02 (1)  | 1'09"74 (8)  | 35"30 (4)  | 1'09"81 (7)  | 140.095 | +2"09   |
| 6       | Håvard Holmefjord Lorentzen | Norvegia      | 35"45 (9)  | 1'09"38 (5)  | 35"46 (7)  | 1'09"99 (11) | 140.595 | +3"09   |
| 7       | Nil Llop Izquierdo          | Spagna        | 35"41 (7)  | 1'09"73 (7)  | 35"45 (6)  | 1'09"79 (6)  | 140.620 | +3"14   |
| 8       | Piotr Michalski             | Polonia       | 35"20 (6)  | 1'10"17 (12) | 35"31 (5)  | 1'10"05 (12) | 140.620 | +3"14   |
| 9       | Damian Zurek                | Polonia       | 35"42 (8)  | 1'10"27 (14) | 35"53 (9)  | 1'09"84 (8)  | 141.005 | +3"91   |
| 10      | Henrik Fagerli Rukke        | Norvegia      | 35"48 (10) | 1'10"43 (17) | 35"51 (8)  | 1'09"99 (10) | 141.200 | +4"30   |
| 11      | Moritz Klein                | Germania      | 35"62 (11) | 1'10"35 (15) | 35"73 (12) | 1'09"52 (5)  | 141.285 | +4"47   |
| 12      | Hendrik Dombek              | Germania      | 35"77 (12) | 1'09"93 (9)  | 35"58 (10) | 1'10"16 (13) | 141.395 | +4"69   |
| 13      | Odin By Farstad             | Norvegia      | 35"87 (13) | 1'10"23 (13) | 35"94 (14) | 1'09"95 (9)  | 141.900 | +5"70   |
| 14      | Stefan Emele                | Germania      | 36"30 (16) | 1'10"02 (10) | 36"21 (16) | 1'10"21 (14) | 142.625 | +7"15   |
| 15      | Cornelius Kersten           | Gran Bretagna | 36"23 (14) | 1'10"07 (11) | 36"06 (15) | 1'10"60 (16) | 142.625 | +7"15   |
| 16      | Alessio Trentini            | Italia        | 36"32 (17) | 1'10"39 (16) | 36"39 (17) | 1'10"24 (15) | 143.025 | +7"95   |
| 17      | Jakub Piotrowski            | Polonia       | 36"28 (15) | 1'11"74 (19) | 36"42 (18) | 1'11"92 (18) | 144.530 | +10"96  |
| 18      | Samuli Suomalainen          | Finlandia     | 36"77 (18) | 1'11"52 (18) | 36"78 (19) | 1'11"45 (17) | 145.035 | +11"97  |
| 19      | Ignaz Gschwentner           | Austria       | 37"08 (19) | 1'14"09 (20) | 36"99 (20) | 1'13"56 (19) | 147.895 | +17"69  |
| 20      | Mathias Vosté               | Belgio        | dq         |              |            |              | -       | -       |